# Mesarmadillo marginatus
Mesarmadillo marginatus är en kräftdjursart som beskrevs av Dollfus1892. Mesarmadillo marginatus ingår i släktet Mesarmadillo och familjen Eubelidae. Inga underarter finns listade i Catalogue of Life.